# Gamma Velorum
Gamma Velorum (La tinh hóa từ γ Velorum theo định danh Bayer, tên viết tắt là γ Vel) là tên của một hệ bốn ngôi sao nằm trong chòm sao Thuyền Phàm. Bốn ngôi sao ấy hợp thành tạo nên một cấp sao biểu kiến là 1,7, khiến nó trở thành một trong nhũng thiên thể sáng nhất trên bầu trời đêm. Nó có chứa một ngôi sao Wolf-Rayet, ngôi sao này là ngôi sao gần nhất và sáng nhất. Tên truyền thống của nó là Suhail al Muhlif và tên hiện đại của nó là Regor /ˈriːɡɔːr/, nhưng cả hai tên này đều không được hiệp hội Thên văn Quốc tế chấp thuận.
Hệ sao này có chứa hai cặp sao, cách nhau 41", mỗi cặp có quang phổ đôi., cặp sao còn lại sáng hơn, chứa một sao Wolf-Rayet và một sao siêu khổng lồ màu xanh, còn γ1 Velorum thì chứa một ngôi sao khổng lồ màu xanh và một ngôi sao không hề nhìn thấy được.
Nó có ít nhất 4 ngôi sao, γ2 Velorum chứa một sao siêu khổng lồ màu xanh (quang phổ loại O,75) với khối lượng xấp xỉ 30 lần khối lượng mặt trời và một sao Wolf-Rayet có khối lượng gấp 9 lần khối lượng mặt trời, trước đây là 35 lần. Chúng có quỹ đạo là 78,5 ngày và khoảng cách thay đổi từ 0,8 đến 1,6 đơn vị thiên văn. Ngôi sao Wolf-Rayet có thể sẽ kết thúc bằng một vụ nổ siêu tân tinh loại Ib.
γ1 Velorum là một cặp sao chỉ nhìn thấy một ngôi sao khổng lồ màu xanh trắng. Do ngôi sao kia quá gần. Chúng có thể nhìn thấy bằng mặt thường với cấp sao biểu kiến là 1,72.

## Dữ liệu hiện tại
Theo như quan sát, đây là hệ sao nằm trong chòm sao Thuyền Phàm và dưới đây là một số dữ liệu khác:
Xích kinh 08h 09m 31.95013s
Độ nghiêng –47° 20′ 11.7108″
Cấp sao biểu kiến 1.83 (1.81 - 1.87)
Cấp sao tuyệt đối −4.23 + −5.63
Vận tốc xuyên tâm 12 ± 1 km/s
Loại quang phổ WC8 + O7.5III
Giá trị thị sai 2,92 +/- 0,3